# Interacció lingüística
La interacció lingüística o interrelació lingüística és la comunicació lingüística entre els membres d'un mateix grup lingüístic. De fet, la sociolingüística de la interacció centra el seu estudi en la parla com a instrument de comunicació i de construcció de l'organització social, tenint en compte que les relacions socials són sobretot lingüístiques. R. H. Hudson, Ch. Hockett, M. A. K. Halliday, L. Bloomfield i J. Gumperz han destacat que no és suficient el fet que els membres del mateix grup comparteixin una llengua, sinó que hi ha d'haver interacció per ser considerada una comunitat lingüística. Mollà i Viana (1989) recullen definicions d'alguns d'aquests autors: “Cada llengua defineix una comunitat lingüística: el conjunt sencer de persones que es comuniquen les unes amb les altres, o bé directament, o bé indirectament, a través d'un llenguatge comú”. Alguns autors destaquen, juntament amb el factor comunicatiu, la possibilitat que aquesta comunicació es dugui a terme mitjançant més d'una llengua: “ [La comunitat lingüística] Es tracta d'un grup social que pot ser monolingüe o plurilingüe, que es manté unit per la freqüència de patrons d'interacció social i delimitat de les àrees circumdants per l'escassedat de línies de comunicació”. La interacció, la col·lectivitat i el contacte són les condicions per a l'existència del grup, de la comunitat lingüística. En ella, s'hi crea una xarxa de relacions que, com afirma Bastardas (1996), no són caòtiques ni desestructurades. Aquestes relacions s'estableixen en la quotidianitat d'una forma ritualitzada. Els parlants segueixen pautes de conducta que es consideren correctes, adequades; el trencament d'aquestes normes provoca tensió i que la comunicació no es produeix d'una manera natural i satisfactòria. Per tant, parlar forma part de la vida social, no és un “comportament aïllat i independent de cap entorn sinó, al contrari, un subconjunt plenament integrat de la vida social [...]”. Precisament, l'aïllament i la individualitat són, segons Mollà i Viana (1989), els límits de l'existència de la comunitat lingüística, i significarien, de fet, la seva fi.

## Factors que intervenen en la interacció lingüística
Un element important en la interacció entre dos parlants és la selecció de la variant o la llengua, perquè l'ús d'una determinada forma o variant lingüística aporta una informació important en la comunicació (com la manera que un va vestit o l'actitud que mostra). Aquesta selecció està marcada pel context en el qual es produeix la comunicació. Un dels factors que hi pot influir és la competència lingüística dels participants. Com explica Bastardas, si els dos dominen la mateixa varietat, l'entesa serà ràpida, però si dominen dues llengües i cadascú vol emprar-ne una de diferent, hi haurà d'haver un esforç per a l'entesa. La posició més ferma serà aquella que marcarà la variant que s'empra en la interacció lingüística. Al contrari, si no es produeix una entesa, la comunicació serà cada cop menys freqüent per tal d'evitar el conflicte. Un altre factor també influent en la selecció de varietat lingüística és, a més del grau de competència lingüística, o bé, de la rutina en les interaccions amb determinades persones, la política. Un individu pot decidir canviar de variant, tot i passar a emprar la varietat que menys coneix, per raons com les connotacions polítiques o socials. Un exemple pot ser quan un parlant decideix deixar d'emprar la llengua dominant després d'un període de subordinació política.

## Tipus d'interacció lingüística
Seguint el Diccionari de sociolingüística, de Ruiz, Sanz i Solé (2001), trobem dos tipus d'interacció lingüística: la interacció endolingüe i l'exolingüe. La primera es dona en les interaccions entre dos parlant nadius d'una mateixa llengua, i la segona és la que es produeix en aquelles situacions d'intercanvi comunicatiu entre parlants de dues llengües diferents, tot i que no sempre es donen en situacions de bilingüisme o de conflicte lingüístic, un exemple podria ser una conversa entre un parlant nadiu i un altre de no nadiu.